# Martin Lawrence
Martin Fitzgerald Lawrence (Fráncfort del Meno, 16 de abril de 1965) es un actor, humorista, productor y director estadounidense. Se hizo famoso en los años 1990, cuando empezó su carrera como actor en Hollywood gracias a la colaboración del director de cine Michael Bay con películas como Dos policías rebeldes y De ladrón a policía.

## Biografía
Martin Lawrence nació en Fráncfort del Meno, Hesse, Alemania, cuando su padre, John Lawrence, servía en el ejército de los Estados Unidos. Es hermano de Rae Proctor, Ursula Lawrence y Robert Lawrence. Su primer nombre fue puesto por Martin Luther King y su segundo nombre por el presidente John Fitzgerald Kennedy. Después de que sus padres se divorciaran en 1973, Lawrence rara vez se veía con su padre, quien trabajaba como oficial de policía en aquel entonces. Su madre, Chlora, comenzó a trabajar en varios empleos para mantener a su familia. Durante su adolescencia vivió en Maryland, donde destacó en el boxeo y donde asistió a la Escuela de Artes Creativas y Escénicas Thomas G. Pullen, formándose así como actor.

## Trayectoria artística
En sus primeros días, Lawrence hizo espectáculos de comedia en el área de Washington D. C. y se mantuvo a sí mismo con trabajos ocasionales. El comediante Ritch Snyder vio su acto y le sugirió hacer conexiones en Nueva York.  Lawrence terminó mudándose a la ciudad de Nueva York donde encontró su camino hacia el legendario The Improv. Poco después de aparecer en The Improv, Lawrence ganó un puesto de actuación en Star Search. Lo hizo bien en el programa y llegó a la ronda final, pero no ganó. Sin embargo, los ejecutivos de Columbia Pictures Television vieron la actuación de Martin y le ofrecieron el papel de Maurice Warfield en What's Happening Now !!; este fue su primer trabajo como actor. Tras la cancelación de ese programa, Lawrence encontró pequeños papeles en varias películas y series de televisión. Su papel decisivo fue el de Cee en Do the Right Thing. Otros papeles siguieron en películas como la serie House Party y Talkin 'Dirty After Dark. Durante este período, el magnate del entretenimiento Russell Simmons lo seleccionó para presentar la innovadora serie Def Comedy Jam en HBO, la cual dio a muchos comediantes (incluidos Chris Tucker, Dave Chappelle, Mike Epps, Bernie Mac y Cedric the Entertainer) exposición general.
Durante su paso por Def Comedy Jam, Lawrence apareció en su propia serie de éxito, Martin, que se emitió en Fox.  El programa se desarrolló entre 1992 y 1997 y fue un gran éxito. Martin fue el buque insignia de la programación de Fox los jueves por la noche, lo que alejó a millones de espectadores de la programación "Must See TV" de NBC. Presentó Saturday Night Live el 19 de febrero de 1994, donde hizo comentarios groseros sobre los genitales e higiene personal de las mujeres; la parte ofensiva del monólogo se eliminó de las reposiciones de la NBC y las versiones sindicadas y Lawrence fue excluido del programa de por vida. Los índices de audiencia de Martin continuaron disparándose tanto que Fox se convirtió más en un contendiente contra NBC y estuvo más cerca de ser considerado entre las principales cadenas de televisión. En 1995 actuó junto a Will Smith en Bad Boys con gran éxito.
Después de que la serie Martin terminará en 1997, Lawrence encontró trabajo en películas de comedia. A menudo actuó como el segundo protagonista frente a actores como Eddie Murphy, Danny DeVito y Tim Robbins. Muchas de sus películas fueron éxitos de taquilla en taquilla, incluidas Nothin' to Lose, Life, Blue Streak y Big Momma's House. También protagonizó fracasos críticos y de taquilla, incluidos Black Knight y National Security. Independientemente, su salario aumentó constantemente a más de $ 10 millones por papel en la película. Continúa trabajando en el cine, con películas como Big Momma's House 2, que se estrenó en el n. ° 1 en la taquilla de América del Norte y recaudó casi $ 28 millones en su primer fin de semana, y Wild Hogs (2007), en la que interpretó a un aburrido suburbano en busca de aventuras en la carretera abierta en un comedia de motociclistas junto a John Travolta, Tim Allen y William H. Macy.
En 2006 apareció en Inside the Actors Studio, durante la cual Lawrence resucitó brevemente a algunos de los personajes que había interpretado en Martin. También apareció en Open Season como Boog, uno de los personajes principales de la película. La película también fue protagonizada por Ashton Kutcher, Debra Messing y Gary Sinise.
En 2008 protagonizó College Road Trip de Walt Disney Pictures, coprotagonizada por Raven-Symoné. Fue su primera película con clasificación G, pero no su primera aparición en una película para niños: proporcionó una voz para Open Season (2006) junto a Ashton Kutcher.
En los premios BET de 2009 apareció en un tráiler de una parodia con Jamie Foxx de una película de ficción, The Skank Robbers, que presentaba a sus respectivos personajes de televisión Sheneneh Jenkins y Ugly Wanda. En 2010, Fox anunció que estaba produciendo una película basada en el boceto, con Foxx, Lawrence y la actriz Halle Berry.
En 2011, Lawrence repitió su papel como el agente del FBI Malcolm Turner en Big Mommas: Like Father, Like Son, la tercera película de la serie Big Momma.
En enero de 2013, se anunció que Lawrence y Kelsey Grammer estaban considerando unirse para protagonizar una comedia para Lionsgate Television. Partners, emparejó a los dos actores como abogados de Chicago de "orígenes muy diferentes que se encuentran inesperadamente en la corte en el peor día de sus vidas". El programa se estrenó el 4 de agosto de 2014, pero fue cancelado después de una temporada después de recibir malas críticas.
En 2020, Lawrence repitió su papel como el detective Marcus Burnett en la tercera entrega del Bad Boys franquicia, Bad Boys for Life, de nuevo junto a Will Smith. La película fue considerada un éxito financiero, recaudando $ 112 millones en sus primeros cuatro días de estreno.

## Vida personal

### Relaciones y familia
En 1993 se comprometió con la actriz Lark Voorhies. Luego en 1995 se casó con la Miss Virginia USA, Patricia Southall con la cual tienen una hija de nombre Jasmine Page (nacida el 15 de enero de 1996). En 1997 comenzó una relación con Shamicka Gibbs y se casaron el 10 de julio de 2010 en la casa de Lawrence en Beverly Hills. Los actores Eddie Murphy y Denzel Washington estaban entre los 120 invitados a la boda; Lawrence y Gibbs tienen dos hijas, Iyanna Faith (nacida el 9 de noviembre de 2000) y Amara Trinity (nacida el 20 de agosto de 2002). Lawrence solicitó el divorcio de Gibbs el 25 de abril de 2012, citando diferencias irreconciliables y solicitando la custodia legal y física conjunta de los niños.
Lawrence es dueño de una granja cerca de Purcellville en Virginia. Durante varios años, fue dueño de una gran mansión en la comunidad de Beverly Park en Beverly Hills, donde se casó con Gibbs. Sin embargo, después de su divorcio, la propiedad estaba disponible para arrendamiento a $ 200,000 por mes en junio de 2012. En 2013, la propiedad estaba a la venta por $ 26.5 millones, y finalmente la vendió por $ 17.2 millones a Bruce Makowsky, comprando un Encino, propiedad de Los Ángeles por $ 6.63 millones.

### Arrestos, juicios y problemas de salud
En julio de 1995, mientras estaba en el set de rodaje de A Thin Line Between Love and Hate, Lawrence arremetió con una rabia violenta y luego fue hospitalizado en el Centro Médico Cedars-Sinai.
El 8 de mayo de 1996 se volvió cada vez más errático y fue arrestado después de que blandiera una pistola en medio de una intersección en Ventura Boulevard en Los Ángeles, gritando: ¡Están tratando de matarme!. Fue hospitalizado nuevamente y su agente de relaciones públicas citó el agotamiento y la deshidratación como las razones de este episodio. El 29 de julio de 1996, trató de llevar una pistola de 9 mm a un avión y recibió dos años de libertad condicional y una multa. 
En enero de 1997 la coprotagonista de Lawrence en Martin, Tisha Campbell-Martin, presentó una demanda en su contra, alegando acoso y abuso sexual tanto dentro como fuera del set. En abril de 1997, Campbell resolvió la demanda y volvió a aparecer en los dos últimos episodios de la serie. En marzo de 1997, Lawrence fue arrestado después de golpear a un hombre en un club nocturno de Hollywood.
Durante agosto de 1999, Lawrence entró en coma por tres días después de colapsar por agotamiento por calor mientras trotaba a 100 °F (38 °C) de calor en preparación para Big Momma's House mientras vestía ropa pesada y un traje de plástico. Se recuperó en el hospital después de entrar en un coma casi fatal debido a una temperatura corporal de 107 °F (42 °C), su respiración fue asistida por un ventilador artificial.

## Filmografía

### Cine
| Año  | Título                              | Papel                                     | Notas                                                      |
| ---- | ----------------------------------- | ----------------------------------------- | ---------------------------------------------------------- |
| 1989 | Do the Right Thing                  | Cee                                       |                                                            |
| 1990 | House Party                         | Bilal                                     |                                                            |
| 1991 | Talkin' Dirty After Dark            | Terry                                     |                                                            |
| 1991 | House Party 2                       | Bilal                                     |                                                            |
| 1992 | Boomerang                           | Tyler                                     |                                                            |
| 1994 | You So Crazy                        | Él mismo                                  | Comediante en vivo, productor ejecutivo y guionista        |
| 1995 | Dos policías rebeldes               | Marcus Burnett                            |                                                            |
| 1996 | A Thin Line Between Love and Hate   | Narrador/Darnell Deeny/D/D.W. Wright      | Director, actor, productor, supervisor musical y guionista |
| 1997 | Nada que perder                     | Terrance Paul Davidson                    |                                                            |
| 1999 | Condenados a fugarse                | Claude Banks                              |                                                            |
| 1999 | De ladrón a policía                 | Miles Logan/Detective Kevin Malone        |                                                            |
| 2000 | Big Momma's House                   | Malcolm Turner/Hattie Mae Pierce "Abuela" | Actor y productor                                          |
| 2001 | What's the Worst That Could Happen? | Kevin Caffery                             | Productor ejecutivo                                        |
| 2001 | El caballero negro                  | Jamal Walker/Skywalker                    | Productor ejecutivo                                        |
| 2002 | Martin Lawrence Live: Runteldat     | Él mismo                                  | Comediante en vivo, productor y guionista                  |
| 2003 | Seguridad Nacional                  | Earl Montgomery                           | Productor ejecutivo                                        |
| 2003 | Dos policías rebeldes 2             | Marcus Burnett                            |                                                            |
| 2005 | Rebound                             | Roy McCormick/Preacher Don                | Productor ejecutivo                                        |
| 2006 | Big Momma's House 2                 | Malcolm Turner/Hattie Mae Pierce "Abuela" | Productor ejecutivo                                        |
| 2006 | Open Season                         | Boog                                      | Voz                                                        |
| 2007 | Wild Hogs                           | Bobby Davis                               |                                                            |
| 2008 | Welcome Home Roscoe Jenkins         | Dr. RJ Stevens/Roscoe Steven Jenkins, Jr. |                                                            |
| 2008 | College Road Trip                   | Jefe James Porter                         |                                                            |
| 2010 | Death at a Funeral                  | Ryan Parlson                              |                                                            |
| 2011 | Big Mommas: Like Father, Like Son   | Malcolm Turner/Hattie Mae Pierce "Abuela" | Productor ejecutivo                                        |
| 2016 | Martin Lawrence: Doin' Time         | Él mismo                                  | Comediante en vivo, guionista                              |
| 2019 | The Beach Bum                       | Captain Wack                              |                                                            |
| 2020 | Bad Boys for Life                   | Marcus Burnett                            |                                                            |
| 2024 | Bad Boys: Ride or Die               | Marcus Burnett                            |                                                            |

### Televisión
- What's Happening Now!! (1987-1988)
- A Little Bit Strange (1989)
- Hammer, Slammer, & Slade (1990)
- Private Times (1991)
- Def Comedy Jam (1992-1993)
- Martin (1992-1997)
- Love That Girl! (2010-2011)
- The Soul Man (2014)
- Partners (2014)
- El hormiguero (2020)

### Discografía
- Martin Lawrence Live Talkin' Shit (1993)
- Funk It (1995)